# Brachylomia thula
Brachylomia thula är en fjärilsart som beskrevs av John Kern Strecker 1898. Brachylomia thula ingår i släktet Brachylomia och familjen nattflyn. Inga underarter finns listade i Catalogue of Life.